# Ibrahim Fejić
Ibrahim-efendija Fejić (1879 Mostar, Bosna a Hercegovina – 15. prosince 1962 Sarajevo, Federativní lidová republika Jugoslávie) byl bosenskohercegovský islámský duchovní a politik bosňáckého původu. V letech 1947–1957 byl reisu-l-ulemou Islámské náboženské společnosti ve Federativní lidové republice Jugoslávii.

## Životopis
Základní vzdělání získal v rodném městě, kde poté absolvoval i Karađoz-begovu medresu, islámskou střední školu. V islámských naukách se zdokonaloval u álima a mudarrise (učitele) Salih-efendiji Alibegoviće, u nějž složil i teologickou zkoušku (idžázat). Po skončení studia se stal mudarrisem ve stejnojmenné škole. Vládl arabštinou, turečtinou, perštinou a němčinou. Před první světovou válkou se věnoval i publicistické činnosti, své příspěvky uveřejňoval v tiskových orgánech stavovských organizací časopisech Muallim (Učitel) a Misbah (Světlo). Roku 1917 byl jedním z kandidátů na mostarského muftího, ale jmenován byl Mehmed Šaćir-efendija Mesihović.
Roku 1920 se stal členem Ulema-medžlisu v Sarajevu, nejvyšší islámské duchovní rady v Bosně a Hercegovině. Politicky se rozcházel s Jugoslávskou muslimskou organizací, dominantní muslimskou (bosňáckou) politickou stranou ve dvacátých letech. Po zavedení královské diktatury v Jugoslávii (1929) se přiklonil na stranu krále Alexandra I., za což byl odměněn postem mostarského starosty. Tuto funkci vykonával v letech 1929–1934, než byl po nástupu koaliční vlády Bogoljuba Jevtiće odvolán.
Společenský čínný byl i za druhé světové války. Pod dojmem vzrůstajících útoků srbského obyvatelstva, masakrovaného vládnoucím fašistickým režimem ustašovců, na muslimské civilisty se v září 1942 v Mostaru ustavil Akční výbor. Ten žádal vedení Nezávislého státu Chorvatsko o uklidnění situace a současně volal po větší angažovanosti Německa a Itálie na Balkáně. Vzhledem k tomu, že Hercegovinu okupovala Itálie, jeho naděje se upínaly k Římu. V září delegace Akčního výboru, konkrétně trojice duchovních Omer-ef. Džabić, Ibrahim-ef. Fejić a Ahmed-ef. Karabeg, na pozvání jeruzalémského velikého muftího Muhammada Amína al-Husajního navštívila Řím, kde se marně snažila pro svou věc získal místní politické kruhy. Následkem toho se Fejić více sblížil s komunistickými partyzány. Šest členů jeho nejbližší rodiny dokonce padlo v boji na straně komunistického odboje.
Po převzetí moci komunisty Fejić zastával vysoké posty a po schválení nové Ústavy islámské náboženské společnosti ve FLR Jugoslávii byl 12. září 1947 jmenován reisu-l-ulemou. Inaugurace Fejiće, jejíž součásti bylo i předání pověřovací listiny, proběhla v Gazi Husrev-begově měšitě v Sarajevu, namísto tradiční Carovy mešity o několik set metrů dále. Fejić se během svého působení v úřadu reisu-l-ulemy pokoušel a sanaci následků druhé světové války, mj. usiloval o opravu islámských objektů a udržení islámské výchovy ve školách. Jeho snažení ale naráželo na odpor komunistického režimu, který islámskou obec postupně zbavil majetku i veškerého společenského vlivu. Ženám bylo např. zakázáno se zahalovat a muslimská mládež se již nemohla soustavněji vzdělávat v mektebech, ale pouze v mešitách. Z vysoké funkce odešel na vlastní žádost v listopadu 1957.
Fejić zemřel v Sarajevu 15. prosince 1962. Zádušní mši vedl hadži háfiz Mustafa Sahačić, imám a hátib Ali-pašovy mešity. Mezi muslimy, zvláště sarajevskými, nebyl příliš oblíbený, dokonce mu při pohřbu byla upřena čest být nošen na rukou věřících z místa modlitby na hřbitov. Tělesné ostatky duchovního byly uloženy na hřbitově v sarajevské čtvrti Grličića brdo.